# Вілловс
Вілловс (англ. Willows) — місто (англ. city) в США, окружний центр округу Гленн штату Каліфорнія. Населення — 6293 особи (2020).

## Географія
Вілловс розташований за координатами 39°30′53″ пн. ш. 122°11′57″ зх. д. / 39.51472° пн. ш. 122.19917° зх. д. (39.514752, -122.199178).  За даними Бюро перепису населення США в 2010 році місто мало площу 7,44 км², з яких 7,37 км² — суходіл та 0,07 км² — водойми.

### Клімат
| Клімат : Вілловс        | Клімат : Вілловс | Клімат : Вілловс | Клімат : Вілловс | Клімат : Вілловс | Клімат : Вілловс | Клімат : Вілловс | Клімат : Вілловс | Клімат : Вілловс | Клімат : Вілловс | Клімат : Вілловс | Клімат : Вілловс | Клімат : Вілловс | Клімат : Вілловс |
| Показник                | Січ.             | Лют.             | Бер.             | Квіт.            | Трав.            | Черв.            | Лип.             | Серп.            | Вер.             | Жовт.            | Лист.            | Груд.            | Рік              |
| Абсолютний максимум, °C | 26,7             | 27,2             | 31,1             | 38,3             | 42,2             | 45,0             | 47,2             | 46,1             | 46,1             | 40,6             | 33,3             | 27,2             | 47,2             |
| Середній максимум, °C   | 12,6             | 15,8             | 18,7             | 22,7             | 27,4             | 31,8             | 35,1             | 34,2             | 31,7             | 26,2             | 18,6             | 13,0             | 24,0             |
| Середній мінімум, °C    | 2,2              | 3,9              | 5,2              | 7,2              | 10,7             | 14,2             | 16,0             | 14,8             | 13,3             | 9,7              | 5,1              | 2,4              | 8,7              |
| Абсолютний мінімум, °C  | −9,4             | −6,1             | −6,1             | −5               | −0,6             | 3,3              | 6,7              | 5,6              | 2,8              | −1,1             | −5,6             | −11,7            | −11,7            |
| Норма опадів, мм        | 93               | 80               | 59               | 28               | 17               | 8                | 1                | 2                | 8                | 26               | 54               | 80               | 456              |
| Днів з опадами          | 10               | 9                | 8                | 5                | 4                | 2                | 0                | 0                | 1                | 4                | 7                | 9                | 59,0             |
| ----------------------- | ---------------- | ---------------- | ---------------- | ---------------- | ---------------- | ---------------- | ---------------- | ---------------- | ---------------- | ---------------- | ---------------- | ---------------- | ---------------- |
| Джерело: WRCC           |                  |                  |                  |                  |                  |                  |                  |                  |                  |                  |                  |                  |                  |

## Демографія
Згідно з переписом 2010 року, у місті мешкало 6166 осіб у 2173 домогосподарствах у складі 1497 родин. Густота населення становила 829 осіб/км².  Було 2399 помешкань (322/км²).
Расовий склад населення:
| - 69,8 % — білих - 5,1 % — азіатів - 2,2 % — корінних американців - 1,3 % — чорних або афроамериканців - 0,2 % — вихідців з тихоокеанських островів - 17,8 % — осіб інших рас |

До двох чи більше рас належало 3,6 %. Частка іспаномовних становила 32,8 % від усіх жителів.
За віковим діапазоном населення розподілялося таким чином: 28,9 % — особи молодші 18 років, 58,4 % — особи у віці 18—64 років, 12,7 % — особи у віці 65 років та старші. Медіана віку мешканця становила 32,6 року. На 100 осіб жіночої статі у місті припадало 97,4 чоловіків;  на 100 жінок у віці від 18 років та старших — 94,5 чоловіків також старших 18 років.
Середній дохід на одне домашнє господарство  становив 62 381 долар США (медіана — 39 274), а середній дохід на одну сім'ю — 85 923 долари (медіана — 54 763). Медіана доходів становила 46 389 доларів для чоловіків та 32 708 доларів для жінок. За межею бідності перебувало 18,7 % осіб, у тому числі 14,6 % дітей у віці до 18 років та 20,1 % осіб у віці 65 років та старших.
Цивільне працевлаштоване населення становило 2244 особи. Основні галузі зайнятості: освіта, охорона здоров'я та соціальна допомога — 21,1 %, сільське господарство, лісництво, риболовля — 20,1 %, публічна адміністрація — 13,4 %, виробництво — 10,0 %.

## Історія
Поштове відділення населеного пункту Віллов було відкрито в 1876 році. Статус міста був отриманий 16 січня 1886 року. Зміна назви на Вілловс сталася в 1916 році.